# Gare de Macau
La gare de Macau est une gare ferroviaire française de la ligne de Ravezies à Pointe-de-Grave (dite aussi ligne du Médoc), située sur le territoire de la commune de Macau, dans le département de la Gironde en région Nouvelle-Aquitaine.
C'est une gare de la Société nationale des chemins de fer français (SNCF) desservie par les trains du réseau TER Nouvelle-Aquitaine.

## Situation ferroviaire
Établie à 9 m d'altitude, la gare de Macau est située au point kilométrique (PK) 17,798 de la ligne de Ravezies à Pointe-de-Grave, entre les gares ouvertes de Ludon et de Margaux.
Elle est équipée de deux quais : le quai « X » dispose d'une longueur utile de 144 m pour la voie « 1 » et le quai « Y » d'une longueur utile de 216 m pour la voie « 2 ».

## Histoire
La gare a été mise en service en même temps que la première partie de la ligne du Médoc, en 1868. La voie ferrée n'a atteint Le Verdon qu'en 1875.

## Fréquentation
De 2015 à 2023, selon les estimations de la SNCF, la fréquentation annuelle de la gare s'élève aux nombres indiqués dans le tableau ci-dessous.
| Année           | 2015   | 2016   | 2017   | 2018   | 2019   | 2020   | 2021   | 2022   | 2023   |
| --------------- | ------ | ------ | ------ | ------ | ------ | ------ | ------ | ------ | ------ |
| Voyageurs seuls | 36 058 | 27 088 | 36 127 | 44 811 | 55 197 | 34 157 | 51 231 | 58 233 | 67 598 |

## Service des voyageurs

### Accueil
Gare SNCF, elle dispose d'un bâtiment voyageurs, avec guichet, ouvert tous les jours.
Un passage planchéié permet la traversée des voies pour l'accès aux quais.

### Desserte
Macau est desservie par les trains TER Nouvelle-Aquitaine de la ligne 33 qui circulent entre Bordeaux-Saint-Jean ou Pessac et Macau. La plupart des trains continue vers ou est en provenance de Lesparre, Le Verdon et même de La Pointe-de-Grave en juillet et août.

### Intermodalité
Un parc pour les vélos et un parking pour les véhicules y sont aménagés.